# Gloria Swanson
Gloria Swanson (Chicago, Illinois, 1899. március 27. – New York, 1983. április 4.) Golden Globe-díjas amerikai színésznő. A némafilmek korának egyik legnagyobb sztárja, karrierje a hangosfilmek eljövetelével szinte teljesen leáldozott. Rövid, ám igen sikeres visszatérést jelentett számára az Alkony sugárút (1950) című film, amely saját életét tükrözte – egy olyan némafilmcsillagról szól, akit szinte teljesen elfelejtett a közönség.

## Ifjúkora
Gloria May Josephine Swanson (vagy Svensson) egy kis házban született Chicagóban, Illinois államban. Apja a svéd származású katona, Joseph, anyja pedig a lengyel származású Adelaide Klanoski. Gyermekkora nagy részét Puerto Ricóban, Chicagóban és a floridai Key Westben töltötte. Felnőtt életét a szórakoztatóipartól meglehetősen távol kezdte, tanulmányait követően egy ideig áruházi eladóként dolgozott.

## Némafilmek
Gloria 18 éves volt, amikor a nagynénjével meglátogatták a chicagói Essanay filmstúdiót. Az ott folyó tevékenység annyira lenyűgözte, hogy megkérdezte a stúdió tulajdonosát (aki a nagynéni jó barátja volt) nem kaphatna-e szerepet egy filmben, csak a móka kedvéért. Így lett statiszta a The Fable of Elvira and Farina and the Meal Ticket című 1915-ös film egyik jelenetében. Ezt további filmek követték, például a His New Job, aminek rendezője és főszereplője is Charlie Chaplin volt.  Chaplin nem tartotta elég jónak a főszerepre, és a gépírólány rövidke szerepét osztotta rá. Később Swanson beismerte, hogy mindig is utálta a burleszk műfaját, és szándékosan nem működött együtt.
Swanson a következő évben Kaliforniába költözött, hogy a Keystone stúdió komédiáiban szerepeljen Mack Sennett rendezésében, Bobby Vernon oldalán. 1919-ben a Paramount Pictures stúdióhoz szerződött, és gyakran dolgozott együtt Cecil B. DeMille filmrendezővel, leginkább a romantikus hősnő szerepében, olyan filmekben, mint például a Don't Change Your Husband, a Male and Female, a The Affairs of Anatol és a Why Change Your Wife?.

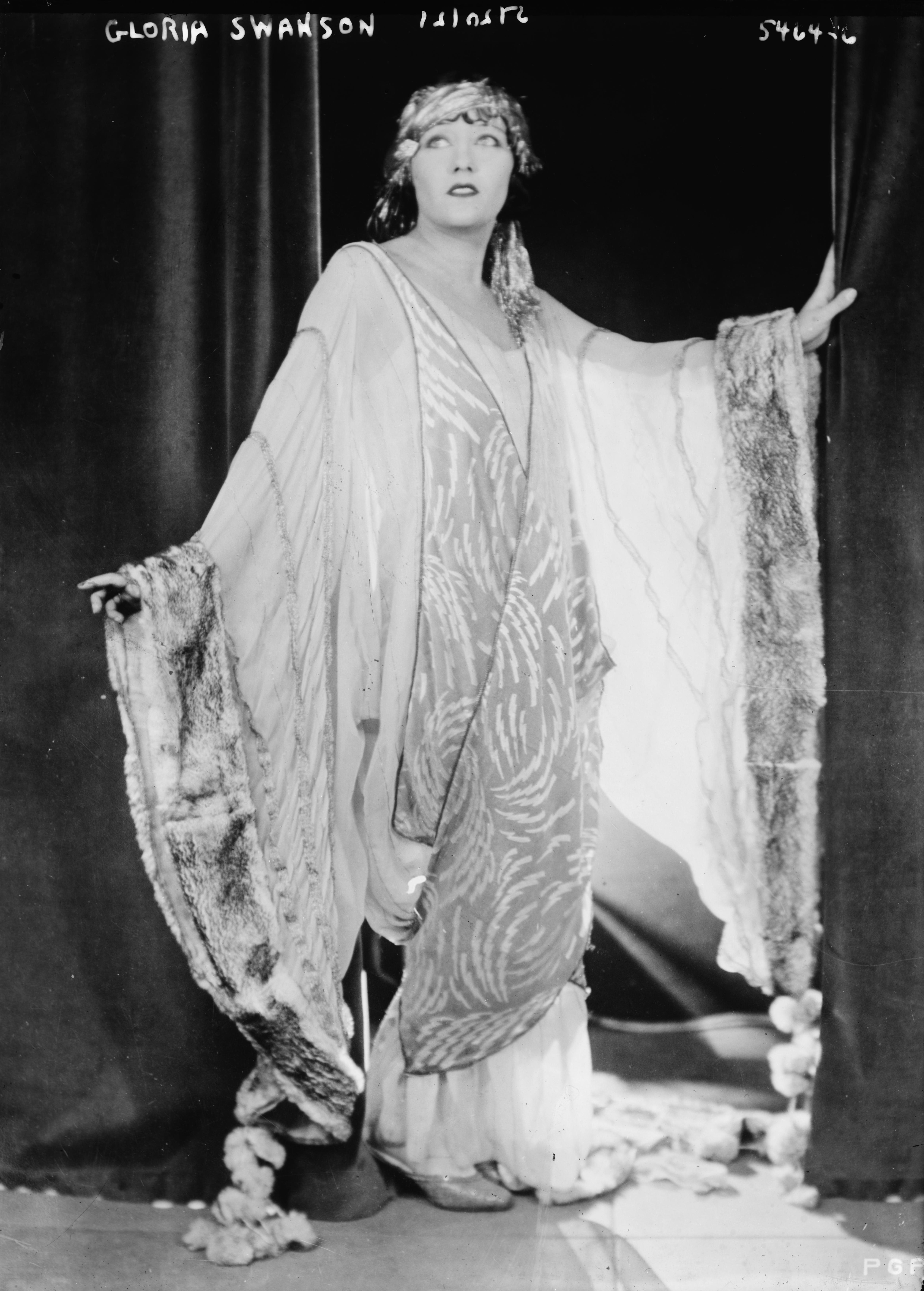
Gloria Swanson 1921-ben

Ezek a filmek jelentették számára a belépőt a sztárvilágba, innentől kezdve a bulvársajtó minden lépését követte. A közönséget pedig nemcsak a románcokban nyújtott érzelmes alakításai érdekelték, hanem a ruhatára is. Az időszak legextravagánsabb ruháit hordta, gyöngyökkel, ékkövekkel, páva- és strucctollakkal díszítve – elvárták, hogy a lehető legdivatosabban öltözzön, és Swanson sosem okozott csalódást.
Swanson később Sam Wood filmjeiben szerepelt. 1922-ben például Rudolph Valentino oldalán a Beyond the Rocks-ban. (Erről a filmről sokáig úgy gondolták, hogy elveszett, 2004-ben bukkantak rá egy magángyűjteményben Hollandiában.) 1925-ben játszott az első francia–amerikai koprodukcióban, a Madame Sans-Gêne-ben, Léonce Perret rendezésében. Ekkor találkozott harmadik férjével, Henry de la Falaise-zel, aki a forgatás alatt tolmácsolt a színésznőnek. 1928-ban Oscar-díjra jelölték a legjobb női főszereplő kategóriában a Somerset Maugham Miss Thompson című novelláján alapuló Sadie Thompson címszerepéért, aminek másik főszereplője és rendezője is Raoul Walsh volt. Első független filmje az 1927-es The Love of Sunya, melyben John Boles-szal és Pauline Garonnal szerepelt.
Swanson hangosfilmekben is szerepelt, sőt jelölték a legjobb női főszereplő Oscar-díjára az 1929-es The Trespasser című filmben nyújtott alakításáért. További hangos szerepei közt volt például az 1939-es Indiszkrét és az 1934-es Music in the Air. Karrierje azonban hanyatlásnak indult.

## Visszatérés az „Alkony sugárút”tal
Miután több egykori némafilmsztár (például Mary Pickford, Pola Negri, Mae West és Greta Garbo) nemet mondott a szerepre, Swanson, tudomásul véve a realitást, elvállalta az Alkony sugárút (1950) főszerepét – ez rövid, ám annál jelentősebb visszatérést jelentett számára a filmvilágba. Az egykori némafilmcsillag, Norma Desmond szerepében nyújtott játékával kiérdemelt egy harmadik Oscar-jelölést a legjobb női főszereplő kategóriában. A díjat végül Judy Holliday kapta. A filmet számos további szerepajánlat követte, ám ezek többségét Swanson visszautasította, mivel a többségük Norma Desmond gyenge másolata volt csupán.
Utolsó nagy hollywoodi szerepét az 1952-es Three for Bedroom "C" című Warner Bros. vígjátékban alakította. A film nem váltotta be a hozzá fűzött reményeket, és Swanson visszatérésének végét jelentette.

## Tévészerepek és későbbi évei
Swanson volt a háziasszonya egy televíziós antológia sorozatnak (Crown Theatre with Gloria Swanson) amelyben néha játszott is. Szerepelt egy Broadway-produkcióban is, az 1971-es Butterflies are Free egyik szerepében. Utolsó szerepe a Killer Bees című tévés horrorfilmben volt 1974-ben, bár ugyanebben az évben részt vett az Airport 1975 című mozi forgatásán is, ahol önmagát alakította.
Az 1970-es és 1980-as években számos beszélgetős és varietéműsorban is megjelent (például a The Carol Burnett Show vagy a The Tonight Show Starring Johnny Carson), hogy visszaemlékezzen a filmjeire, és kicsit ki is gúnyolja azokat. Leghíresebb televíziós megjelenése a The Beverly Hillbillies című sorozat egyik 1966-os, "The Gloria Swanson Story" című epizódjában volt, melyben önmagát alakította. Gloria Swanson New Yorkban halt meg szívproblémái következtében, 84 éves korában. Hamvait New York Cityben, a Episcopal Church of Heavenly Rest templomban helyezték örök nyugalomra. A Hollywood Walk of Fame-en két csillagot is kapott, az egyiket a filmjeiért a 6748 szám alatt, egy másikat pedig televíziós szerepeiért a 6301 számnál.

## Magánélete
Első férje Wallace Beery színész volt, akihez 1916-ban ment hozzá, majd akitől 1919-ben elvált. Gyermek nem született a kapcsolatból, bár Swanson azt állította, hogy elvetélt, miután Beery, anyja bujtogatását követően, titokban mérget adott neki. Herbert K. Sombornnal, aki akkoriban az Equity Pictures Corporation elnöke volt, 1919-ben házasodtak össze. 1920-ban lányuk született, aki a Gloria Swanson Somborn nevet kapta. 1925 januárjában lezárult hosszadalmas válásuk szenzációszámba ment. Somborn azzal vádolta feleségét, hogy az nem kevesebb, mint 13 férfival csalta meg, köztük Cecil B. DeMille-lel, Rudolph Valentinóval és Marshall Neilannel. Már válófélben voltak, amikor 1923-ban Swanson örökbefogadott egy Sonny Smith nevű kisfiút, nevét Joseph Patrick Swansonra változtatva.
Harmadik férje a francia arisztokrata Henry de la Falaise volt, akivel 1925-ben házasodtak össze. A férfi Amerikába költözött Swansonnal, és a filmiparban kezdett dolgozni a Pathé képviseletében. Swanson újra teherbe esett, ám a babát elvetette, amit később megbánt (erről Swanson on Swanson című önéletrajzában írt). Ez a házasság is válással végződött, 1931-ben. 1931 augusztusában Swanson hozzáment az ír Michael Farmerhez, akit kortársai sportolóként definiáltak, bár leginkább gyakori házasságkötéseivel tűnt ki. Mivel a házasságkötés idején Swanson válása még nem zárult le, gyakorlatilag bigámista lett, ezért később újra házasságot kellett kötniük Farmerrel. Ekkor már négy hónapos terhes volt második lányával, Michelle Bridget Farmerrel, aki 1932-ben született. 1934-ben a Farmer házaspár elvált. 1945-ben Swanson házasságot kötött William N. Davey-vel, majd 1946-ban elvált tőle. Davey-ről keveset lehet tudni azon túl, hogy meglehetősen gazdag volt, és hogy Swanson valószínűleg azért ment hozzá, mert Michelle nyaggatta, hogy apukát szeretne. Swanson állítása szerint összesen 45 napig laktak együtt. Swanson utolsó házasságát 1976-ban kötötte. Hatodik férjével, William Dufty íróval haláláig együtt maradt. Állítólag mindketten a makrobiotikus diéta nagy rajongói voltak.  Swansonnak éveken át viszonya volt a házas Joseph Kennedy iparmágnással. Üzleti kapcsolatban is voltak, és viszonyuk nyílt titoknak számított Hollywoodban.
Gloria Swanson az egyik első olyan híresség volt, akit egy mániákus rajongója zaklatott.Az ötvenes évek elején kezdte el követni Samuel Golden, az őrült második világháborús veterán. Golden meggyőződése szerint őket egymásnak teremtette a sors, és azt ígérte, hogy ha Swanson megszökik vele, akkor egyrészt gyerekei 2/3-át nekiadja, másrészt titkokat árul el a haditengerészet számítógépes rendszeréről.
Swanson vegetáriánus és az egészséges étkezés egyik első elkötelezettje volt, aki rendszeresen kis papírtasakban vitt magával ételt a fogadásokra. Dirk Benedict színésznek mesélt a makrobiotikus étrendről amikor az fiatalon prosztatarákkal küzdött. A színész elutasította a hagyományos terápiát, és felépülését az egészséges étrendnek tudta be.[forrás?]

## Filmográfia

### Mozifilmek
| - Society for Sale (1918) - Her Decision (1918) - Station Content (1918) - You Can't Believe Everything (1918) - Everywoman's Husband (1918) - Shifting Sands (1918) - The Secret Code (1918) - Don't Change Your Husband (1919) - For Better, for Worse (1919) - Male and Female (1919) - Why Change Your Wife? (1920) - Something to Think About (1920) - The Great Moment (1921) - The Affairs of Anatol (1921) - Under the Lash (1921) - Don't Tell Everything (1921) - Her Husband's Trademark (1922) - Her Gilded Cage (1922) - Beyond the Rocks (1922) - The Impossible Mrs. Bellew (1922) - My American Wife (1922) - Prodigal Daughters (1923) - Bluebeard's Eighth Wife (1923) - Hollywood (1923) - Zaza (1923) | - The Humming Bird (1924) - A Society Scandal (1924) - Manhandled (1924) - Her Love Story (1924) - Wages of Virtue (1924) - Madame Sans-Gêne (1924) - The Coast of Folly (1925) - Stage Struck (1925) - The Untamed Lady (1926) - Fine Manners (1926) - The Love of Sunya (1927) - Sadie Thompson (1928) - Queen Kelly (1929) - The Trespasser (1929) - What a Widow! (1930) - Indiscreet (1931) - Tonight or Never (1931) - Perfect Understanding (1933) - Music in the Air (1934) - Father Takes a Wife (1941) - Alkony sugárút (1950) - Three for Bedroom "C" (1952) - Nero's Mistress (1956) - Chaplinesque, My Life and Hard Times (1972) - Airport 1975 (1974) |

### Rövidfilmek
- The Song of the Soul (1914)
- At the End of a Perfect Day (1915)
- The Ambition of the Baron (1915)
- The Fable of Elvira and Farina and the Meal Ticket (1915)
- His New Job (1915)
- Sweedie Goes to College (1915)
- The Romance of an American Duchess (1915)
- The Broken Pledge (1915)
- The Nick of Time Baby (1916)
- A Dash of Courage (}916)
- Hearts and Sparks (1916)
- A Social Cub (1916)
- The Danger Girl (1916)
- Haystacks and Steeples (1916)
- Teddy at the Throttle (1917)
- Baseball Madness (1917)
- Dangers of a Bride (1917)
- Whose Baby? (1917)
- The Sultan's Wife (1917)
- The Pullman Bride (1917)
- Wife or Country (1918)
- A Trip to Paramountown (1922)
- Gloria Swanson Dialogue (1925)

### Televíziós szerepek
- Crown Theatre with Gloria Swanson (1954-1955)
- Burke's Law (1963-1966)
- Killer Bees (1974)
- Vendég az ABC televízió Dick Cavett Showjában (1970)

## Fontosabb díjak, jelölések
Oscar-díj
- 1951 jelölés: legjobb női főszereplő – Alkony sugárút
- 1930 jelölés: legjobb női főszereplő – The Trespasser
- 1929 jelölés: legjobb női főszereplő – Sadie Thompson

Golden Globe-díj
- 1964 jelölés: Best TV Star - Female – Burke's Law
- 1951 díj: legjobb női főszereplőnek – filmdráma – Alkony sugárút

Jussi-díj
- 1951 díj: legjobb külföldi színésznő – Alkony sugárút

Laurel-díj
- 1951 díj: legjobb színésznő – Alkony sugárút

New York Film Critics Circle Awards
- 1950 díj: legjobb színésznő – Alkony sugárút